# 줄리아나 파이바
줄리아나 파이바(Juliana Paiva, 1993년 3월 28일 ~ )는 브라질의 배우이다.